# Lista odcinków serialu animowanego Niezwykłe przypadki Flapjacka
Poniżej znajduje się lista wraz z opisem odcinków serialu animowanego Niezwykłe przypadki Flapjacka, emitowanego na kanale Cartoon Network od 7 marca 2009 roku.

## Streszczenia odcinków

### Seria pierwsza
|    | Polski tytuł | Angielski tytuł                             | Premiera w Polsce | Premiera w USA   |
| -- | --- | ------------------------------------------- | ----------------- | ---------------- |
|    | |                                             |                   |                  |
| 01 | „Kilka poziomów poniżej morza” | „Sereval Leagues Under the Sea”             | 7 marca 2009      | 5 czerwca 2008   |
| 01 | Główny bohater Flapjack chce dowieść, że jego przyjaciółka o imieniu Bańka jest najszybszym wielorybem mórz i oceanów, by to udowodnić organizuje wyścig, w którym bierze udział Bańka oraz mechaniczny wieloryb napędzany dziećmi. |                                             |                   |                  |
| 01 | „Gębowa Wyspa” | „Cammie Island”                             | 7 marca 2009      | 26 czerwca 2008  |
| 01 | Kapitan Knykieć i Flapjack płyną na Cukrową Wyspę, jednak przez pomyłkę dotarli na Gębową Wyspę, na której mieszka „potwór” o imieniu Gęba. |                                             |                   |                  |
|    | |                                             |                   |                  |
| 02 | „Kilka poziomów ponad morzem” | „Several Leagues Above the Sea”             | 8 marca 2009      | 19 czerwca 2008  |
| 02 | Do Sztormowa przybywa wynalazca. Ów przybysz zakochuje się w wielorybie Bańce i chce spełnić jej marzenie o lataniu. |                                             |                   |                  |
| 02 | „To papierek” | „That’s a Wrap!”                            | 8 marca 2009      | 19 czerwca 2008  |
| 02 | Flapjack i Knykieć zatrudniają się u Miętówkowego Larrego do szukania papierków po cukierkach. Wkrótce okazuje się, że Larry potrzebuje ich do stworzenia mapy prowadzącej do Cukrowej Wyspy. |                                             |                   |                  |
|    | |                                             |                   |                  |
| 03 | „Szukając miłości w niewłaściwych baryłkach” | „Lookin’ for Love in All the Wrong Barrels” | 14 marca 2009     | 31 lipca 2008    |
| 03 | Knykieć znajduje perukę, lustro i ubranie, które uważa za dziewczynę, z którą niezwłocznie się żeni. |                                             |                   |                  |
| 03 | „Kumple od brody” | „Beard Buddies”                             | 14 marca 2009     | 31 lipca 2008    |
| 03 | Miętówkowy Larry organizuje konkurs na najlepszą brodę. Wygraną jest rękę jego córki. |                                             |                   |                  |
|    | |                                             |                   |                  |
| 04 | „Nauka” | „Skooled”                                   | 21 marca 2009     | 3 lipca 2008     |
| 04 | Flapjack i Knykieć podczas poszukiwania skarbu stwierdzają, że nie potrafią odróżnić lewej strony od prawej. Postanawiają pójść razem do szkoły i nadrobić zaległości w edukacji. |                                             |                   |                  |
| 04 | „Snarkowie” | „Snarked!”                                  | 21 marca 2009     | 3 lipca 2008     |
| 04 | Do Sztormowa przypływa statek marynarzy, którzy nazywają się Snarkowie. Flapjack i kapitan Knykieć wybrali się do nich na obiad. Podczas posiłku nagle zostają wyrzuceni za burtę, a statek bardzo szybko odpływa z portu. Wtedy orientują się, że Bańka, ich wieloryb zniknął. Obaj myślą, że porwali ją Snarkowie. Postanawiają więc ją uratować. |                                             |                   |                  |
|    | |                                             |                   |                  |
| 05 | „Strzyżenie i golenie, dwaj przyjaciele” | „Shave and a Haircut, Two friends!”         | 22 marca 2009     | 26 czerwca 2008  |
| 05 | Flapjack stracił wzrok. Razem z Knykciem poszli do lekarza, który stwierdził, że długie włosy uniemożliwiają mu widzenie. Lekarz odsyła ich do fryzjera obok. Okazuje się, że lekarz i fryzjer to jedna i ta sama osoba – Doktor Golibroda, który dał im gorący kompres (gorący ręcznik na głowę) i zabrał im mapę do Cukrowej Wyspy, po czym wyruszył na jej poszukiwanie. Po pewnym czasie Flapjack z Knykciem budzą się i postanawiają dogonić Golibrodę. |                                             |                   |                  |
| 05 | „Widzę cię” | „Eye Sea You”                               | 22 marca 2009     | 5 lipca 2008     |
| 05 | Flapjack i Knykieć chcą sprawdzić co ich wieloryb Bańka robi przez cały dzień. |                                             |                   |                  |
|    | |                                             |                   |                  |
| 06 | „Jaki fajny jest zachód” | „How The West Was Fun”                      | 28 marca 2009     | 17 lipca 2008    |
| 06 | Flapjack ma urodziny. Knykieć i Bańka chcą spełnić życzenie Flapjacka o wyruszeniu na Zachód. Na Zachodzie jest pełno potworów i kraniec świata. Flapjack i Knykieć piją morską wodę przez co mają halucynacje. Z opresji ratuje ich Bańka. |                                             |                   |                  |
| 06 | „Knykieć to brudny szczur” | „K’nuckles Is A Filthy Rat”                 | 28 marca 2009     | 17 lipca 2008    |
| 06 | Flapjack zaprzyjaźnia się z zapchlonym szczurem i daje mu na imię Knykieć II. Jak się później okazuje, szczur roznosi zarazę. |                                             |                   |                  |
|    | |                                             |                   |                  |
| 07 | „Palące stopy” | „Foot Bum”                                  | 29 marca 2009     | 10 lipca 2008    |
| 07 | Knykieć i Flapjack chodzą po rozżarzonym węglu przez co zaczęły ich boleć stopy, postanawiają więc pojechać Kolejką w Sztormowie. |                                             |                   |                  |
| 07 | „Oddaj mi ją” | „Hand It Over”                              | 29 marca 2009     | 10 lipca 2008    |
| 07 | Do Sztormowa przybywa kapitan, który chce dłoń Knykcia, twierdząc, że to jego własność. Knykieć dostaje 24 godziny na pożegnanie się ze swoją dłonią. W tym czasie Flapjack poznaje prawdziwą historię drewnianych dłoni Knykcia i próbuje je uratować, aby nie zmieniały swojego właściciela. |                                             |                   |                  |
|    | |                                             |                   |                  |
| 08 | „Mięsień siedzenia” | „Sittin’ Muscle”                            | 4 kwietnia 2009   | 24 lipca 2008    |
| 08 | Flapjack i Knykieć wyruszają na Antarktydę w poszukiwaniu zaginionego tzw. „mięśnia siedzenia” należącego do Knykcia. |                                             |                   |                  |
| 08 | „Klątwa” | „Knot Funny”                                | 4 kwietnia 2009   | 24 lipca 2008    |
| 08 | Knykieć obiecał Flapjackowi, że zabierze go na Festiwal Węzłów. Uradowany Flapjack przygotowuje się do festiwalu plącząc jelita Bańki. Nagle wraca upity i zmęczony Kapitan. Okazuje się, że sam był na Festiwalu Węzłów i nie zabrał Flapjacka. Ten nie daje mu spokoju, więc Knykieć opowiada mu o klątwie pewnego marynarza i rzuca ją na Flapjacka. Ten przestał mówić. Kapitan bojąc się o Flapjacka wybiera się z nim na festiwal, by odzyskać jego głos. Podczas zabawy okazało się, że klątwa to bujda – Flapjack cały czas udawał, żeby kapitan go zabrał ze sobą. |                                             |                   |                  |
|    | |                                             |                   |                  |
| 09 | „Piątaszek” | „Kid Nickels”                               | 5 kwietnia 2009   | 12 czerwca 2008  |
| 09 | Knykieć gra w pokera z marynarzami, aż w końcu obstawia Flapjacka w grze. Przypadkiem udaje mu się wygrać, a Flapjack jest bardzo zawiedziony, że jego przyjaciel postawił go w grze. Okazuje się, że Knykieć wygrał mnóstwo cukierków i chłopca podobnego do Flapjacka, lecz o okropnym charakterze – Piątaszka. Od tej pory Knykieć przyjaźni się z Piątaszkiem, a Flapjack za namową Bańki staje się bankierem. Jednak Knykieć zaczął tęsknić za swoim dawnym przyjacielem i walczy na ringu z bankierem o Flapjacka. |                                             |                   |                  |
| 09 | „Słodkie życie” | „The Sweet Life”                            | 5 kwietnia 2009   | 12 czerwca 2008  |
| 09 | Knykieć zaprowadza Flapjacka do studni życzeń, w której jest pełno śmieci. Chłopiec zaczyna w niej szukać pieniędzy, aż w końcu znajduje kapsel. Oboje myślą, że jest to pieniążek i idą do miejscowego baru Pralinki, żeby coś kupić. Okazało się, że ktoś wykupił wszystkie jego słodycze. W Pralince zjawiła się najbogatsza kobieta w Sztormowie, Lady Nadziana wraz ze swoim służącym Karolem. Lady Nadziana zauważa brudnego Flapjacka i nie podoba jej się to, że tak wygląda. Knykieć wpada na pewien pomysł. Prosi Lady Nadzianą, żeby zrobiła z Flapjacka dżentelmena takiego jakim jest Karol. Flapjack sprzeciwia się temu, jednak Lady Nadziana zabiera jego i Knykcia do swojego domu w górnym Sztormowie. |                                             |                   |                  |
|    | |                                             |                   |                  |
| 10 | „Konkurs dowcipów” | „Pun Times With Punsie McKale”              | 30 maja 2009      | 7 sierpnia 2008  |
| 10 | Miętówkowy Larry urządza konkurs dowcipów, w którym wystąpi on i mistrz żartów Żart McKawał. Żart pojawia się w Sztormowie i zaczyna opowiadać dowcipy o Larrym. Sam Larry zaczyna tracić wiarę w to, że wygra. Flapjack pomaga Miętówkowemu Larry’emu w odzyskaniu wiary w siebie i w opowiadaniu dowcipów. |                                             |                   |                  |
| 10 | „Równowaga” | „Balance”                                   | 30 maja 2009      | 7 sierpnia 2008  |
| 10 | Do Sztormowa przyjeżdża wynalazca W.P.Puszkiewicz który zaprasza mieszkańców do Pralinki na pokaz filmowy. |                                             |                   |                  |
|    | |                                             |                   |                  |
| 11 | „Wyspa Mechanicznego Dżina” | „Mechanical Genie Island”                   | 12 kwietnia 2009  | 14 sierpnia 2008 |
| 11 | Flapjack i Knykieć trafiają na wyspę Mechanicznego Dżina, który zmusza ich do niewolniczej pracy. Okazało się jednak, że Mechanicznym Dżinem sterował ogromny bobas. |                                             |                   |                  |
| 11 | „Zemsta” | „Revenge”                                   | 12 kwietnia 2009  | 14 sierpnia 2008 |
| 11 | Knykieć i Flapjack muszą umyć statek. Flapjack nie może znaleźć żadnych wrogów, bo mieszkańcy uważają go za najlepszego przyjaciela. Chłopak spotyka załogę statku, która jest wkurzona na niego za to, że umył ich statek. Załoga chce się dowiedzieć, kto za tym stoi. Flapjack wszystko zwala na kapitana Knykcia. |                                             |                   |                  |
|    | |                                             |                   |                  |
| 12 | „Och, bracie” | „Oh Brother”                                | 18 kwietnia 2009  | 21 sierpnia 2008 |
| 12 | Flapjack dowiaduje się od Bańki o swoich urodzinach. Główny bohater widząc mewę, bierze ją za swoje dziecko. Później kradnie część ciała Knykcia, z którego robi prawdziwe dziecko. |                                             |                   |                  |
| 12 | „Laljack” | „Panfake”                                   | 18 kwietnia 2009  | 21 sierpnia 2008 |
| 12 | Miętówkowy Larry dostaje zakaz prowadzenia Pralinki, Flapjack postanawia mu pomóc. |                                             |                   |                  |
|    | |                                             |                   |                  |
| 13 | „Rządź i płacz” | „Lead ’Em and Weep”                         | 25 kwietnia 2009  | 4 grudnia 2008   |
| 13 | |                                             |                   |                  |
| 13 | „Morskie łobuziaki” | „Sea Urchins”                               | 25 kwietnia 2009  | 11 grudnia 2008  |
| 13 | Flapjack poznaje łobuzów z najgorszej dzielnicy Sztormowa. Potem jednak dowiaduje się jacy są biedni i głodni i zaprasza ich na kolację do swego wieloryba Bańki. Niestety, łobuziaki oszukali Flapjacka i wykorzystali jego naiwność kradnąc kolekcję dzwonków Bańki. Flapjack i Knykieć muszą je odzyskać. |                                             |                   |                  |
|    | |                                             |                   |                  |
| 14 | „Morskie nogi” | „Sea Legs”                                  | 6 czerwca 2009    | 5 marca 2009     |
| 14 | Flapjack znajduje nogi potwora, które kapitan Knykieć przywłaszcza. Po pewnym czasie przybywa prawdziwy właściciel, który chce je odzyskać. |                                             |                   |                  |
| 14 | „To nie jest syrop do starych naleśników” | „No Syrup For Old Flapjacks”                | 6 czerwca 2009    | 12 marca 2009    |
| 14 | Flapjack chce zjeść naleśniki, jednak Knykieć twierdzi, że nie może ich jeść bez syropu klonowego. Obaj wyruszają na Wyspę Syropu Klonowego, by zdobyć syrop. |                                             |                   |                  |
|    | |                                             |                   |                  |
| 15 | „Człowiek roślina” | „Plant Man”                                 | 7 czerwca 2009    | 19 marca 2009    |
| 15 | Miętówkowy Larry mówi Knykciowi, że w Sztormowie nie ma w ogóle owoców i marynarze dostają przez to szkorbutu. W zamian za znalezienie owoców Larry obiecuje Knykciowi cukierki. Dlatego kapitan z Flapjackiem wyrusza na wyspę gdzie rosną owoce. Tam okazuje się, że Człowiek roślina zjada wszystkie owoce zanim ktokolwiek zdąży je zerwać. |                                             |                   |                  |
| 15 | „Rybie łby” | „Fish Heads”                                | 7 czerwca 2009    | 26 marca 2009    |
| 15 | Flapjack i Knykieć w ramach kary za zaśmiecanie Sztormowa pracują przy produkcji konserw rybnych. Golibroda chce od nich kupić rybie łby, których potrzebuje do stworzenia potworów-fryzjerów. |                                             |                   |                  |
|    | |                                             |                   |                  |
| 16 | „Mój Anioł Stróż mnie wykończy” | „My Guardian Angel Is Killing Me!”          | 13 czerwca 2008   | 2 lipca 2009     |
| 16 | Bańka mówi Flapjackowi, że jest aniołem stróżem Knykcia. Knykieć idzie do Golibrody, który proponuje mu upozorowanie własnej śmierci i wyjazd ze Sztormowa. |                                             |                   |                  |
| 16 | „Drogi pamiętniku” | „Dear Diary”                                | 13 czerwca 2009   | 9 lipca 2009     |
| 16 | Knykieć zauważa, że Flapjack pisze pamiętnik. Kapitan postanawia odkryć sekrety swojego przyjaciela. |                                             |                   |                  |
|    | |                                             |                   |                  |
| 17 | „Coś tu nie pasuje” | „Something’s a Miss”                        | 15 lipca 2009     | 11 czerwca 2009  |
| 17 | Flapjack uważa, że ma dziewczęcy głos. Postanawia więc poddać się operacji zmiany głosu. |                                             |                   |                  |
| 17 | „Koncert życzeń” | „Gone Wishin'”                              | 15 lipca 2009     | 11 czerwca 2009  |
| 17 | Knykieć kradnie serce Syreny, które składa się z magicznych łez. Każda łza spełnia jedno życzenie. |                                             |                   |                  |
|    | |                                             |                   |                  |
| 18 | „Robak miłości” | „Love Bugs”                                 | 20 czerwca 2009   | 12 lutego 2009   |
| 18 | Flapjack poznaje dziewczynę o imieniu Sally Syrop. Flapjack wsłuchuje się w muszlę, w której były komary. Matka komarów złożyła jaja na głowie chłopca. Knykieć zauważa, że z głowy Flapjacka wyskakują komary w kształcie serca i sądzi, że się zakochał. Razem z Miętówkowym Larrym robią interes z rzekomej miłości Flapjacka. |                                             |                   |                  |
| 18 | „Ben Bujda” | „Ben Boozled”                               | 20 czerwca 2009   | 18 lipca 2009    |
| 18 | Flapjack i Knykieć którzy są w Słodkiej Spelunie dostają talony od Bena Bujdy, kapitana który porywa i więzi ludzi na swoim statku. |                                             |                   |                  |
|    | |                                             |                   |                  |
| 19 | „Wielorybie czasy” | „Whale Times”                               | 21 czerwca 2009   | 12 lutego 2009   |
| 19 | Bańka poznaje wieloryba imieniem Harvey. Ten podstępem porywa Flapjacka i Knykcia i wykorzystuje ich do niewolniczej pracy na Wyspie Prania. |                                             |                   |                  |
| 19 | „Cukierkowy rejs” | „Candy Cruise Blues”                        | 21 czerwca 2009   | 25 czerwca 2009  |
| 19 | Flapjack dostaje od Bańki jednego centa. Flapjack decyduje się razem z Knykciem popłynąć statkiem napędzanym cukrem. Cent starczy jednak tylko na bilet dla Flapjacka, więc Knykieć próbuje pojechać na czarno. |                                             |                   |                  |
|    | |                                             |                   |                  |
| 20 | „Diamentowy kanał” | „Diamonds in the Stuff”                     | 27 czerwca 2009   | 16 lipca 2009    |
| 20 | Knykieć i Flapjack spotykają bogatego chłopca który się nazywa Lord Chichotek. Wrzuca on diamenty do kanału, Flapjack chce za wszelką cenę zdobyć diamenty. Okazało się jednak, że nie są to diamenty tylko sól, a Lord Chichotek to siostrzeniec Portowej Wiedźmy. Flapjack i Knykieć trafiają do więzienia za straszenie bogaczy. |                                             |                   |                  |
| 20 | „HiHi Lalkiewicz” | „TeeHee Tummy Tums”                         | 27 czerwca 2009   | 23 lipca 2009    |
| 20 | Flapjack chce pomóc dobremu człowiekowi który stara się sprzedawać grzebienie najwyższej jakości, żeby mieć na cukierki dla rodziny. Nikt nie chce od niego niczego kupować ponieważ, nosi on worek na głowie. Gdy go ściąga, sytuacja natychmiast się zmienia. |                                             |                   |                  |
|    | |                                             |                   |                  |

### Seria druga
| Nr. odcinka | Polski tytuł | Angielski tytuł                           | Premiera w USA       |  |
| ----------- | --- | ----------------------------------------- | -------------------- |  |
|             | |                                           |                      |  |
| 21          | „Dżin dobry” | „Jar She Blows”                           | 30 lipca 2009        |  |
| 21          | |                                           |                      |  |
| 21          | „Za zasłoną” | „Behind the Curtain”                      | 30 lipca 2009        |  |
| 21          | |                                           |                      |  |
| 22          | „Zamknij je” | „Shut It”                                 | 6 sierpnia 2009      |  |
| 22          | |                                           |                      |  |
| 22          | „Kto kogo skubie?” | „Who’s Moochin’ Who?”                     | 6 sierpnia 2009      |  |
| 22          | |                                           |                      |  |
|             | |                                           |                      |  |
| 23          | „Nad księżycem” | „Over the Moon”                           | 13 sierpnia 2009     |  |
| 23          | Flapjack i Knykieć uciekają przed Ośmiorękim Willym i przez przypadek uderzają o księżyc. Knykieć mianuje się królem księżyca i rozkazuje księżycowi lecieć aż do Cukrowej Wyspy. Gdy Knykieć i Flapjack widzą wyspę z góry, skaczą na nią, ale nie udaje im się na niej wylądować przez grawitację księżyca. Flapjackowi udało się jednak skosztować Cukrowej Wyspy. |                                           |                      |  |
| 23          | „Stu na jednego” | „100 Percensus”                           | 13 sierpnia 2009     |  |
| 23          | |                                           |                      |  |
|             | |                                           |                      |  |
| 24          | „Czapki z głów” | „Off With His Hat”                        | 20 sierpnia 2009     |  |
| 24          | |                                           |                      |  |
| 24          | „Knykieć i jego komiczny problem” | „K’nuckles and His Hilarious Problem”     | 20 sierpnia 2009     |  |
| 24          | |                                           |                      |  |
| 25          | „Czadowe spodnie” | „Fancy Pants”                             | 27 sierpnia 2009     |  |
| 25          | |                                           |                      |  |
| 25          | „Problem z przytulaniem” | „Cuddle Trouble”                          | 3 września 2009      |  |
| 25          | |                                           |                      |  |
|             | |                                           |                      |  |
| 26          | „Kim jest ten facet w lustrze?” | „Who’s That Man In The Mirror?”           | 10 września 2009     |  |
| 26          | |                                           |                      |  |
| 26          | „Nieszczęśliwe zakończenia” | „Unhappy Endings”                         | 17 września 2009     |  |
| 26          | |                                           |                      |  |
| 27          | „S.S. Knykcio” | „S.S. K’nuckies”                          | 24 września 2009     |  |
| 27          | |                                           |                      |  |
| 27          | „Słodki Casanowa” | „Candy Casanova”                          | 1 października 2009  |  |
| 27          | |                                           |                      |  |
| 28          | „Ze statkiem na dno” | „Down With the Ship”                      | 8 października 2009  |  |
| 28          | |                                           |                      |  |
| 28          | „Willy!” | „Willy!”                                  | 15 października 2009 |  |
| 28          | |                                           |                      |  |
| 29          | „Bańkę boli brzuszek” | „Bubbie’s Tummy Ache”                     | 22 października 2009 |  |
| 29          | |                                           |                      |  |
| 29          | „Nie zaglądajcie do szuflady” | „Mind the Store, Don’t Look in the Drawer | 29 października 2009 |  |
| 29          | |                                           |                      |  |
| 30          | „Odejdź na emeryturę” | „Please Retire!”                          | 5 listopada 2009     |  |
| 30          | |                                           |                      |  |
| 30          | „Podwodny potwór” | „Under the Sea Monster”                   | 12 listopada 2009    |  |
| 30          | |                                           |                      |  |
| 31          | „Flapjack idzie na przyjęcie” | Flapjack Goes to a Party”                 | 19 listopada 2009    |  |
| 31          | |                                           |                      |  |
| 31          | „Kochał cię” | „Rye Ruv Roo                              | 10 grudnia 2009      |  |
| 31          | |                                           |                      |  |
| 32          | „Niskie wody” | „Low Tidings”                             | 3 grudnia 2009       |  |